# Acropsopilio chilensis
Espèce
Synonymes
- Acropsopilio chilensis ogloblini Canals, 1932
- Acropsopilio normae Cekalovic, 1974

Acropsopilio chilensis est une espèce d'opilions dyspnois de la famille des Acropsopilionidae.

## Distribution
Cette espèce se rencontre au Chili, en Argentine, au Brésil et en Bolivie.

## Description
La femelle holotype mesure 1,5 mm de long et 1 mm de large.

## Systématique et taxinomie
Cette espèce a été décrite par Silvestri en 1904.
Acropsopilio chilensis ogloblini a été placée en synonymie par Shear en 1974.
Acropsopilio normae a été placée en synonymie par Capocasale en 2004.

## Étymologie
Son nom d'espèce, composé de chil[e] et du suffixe latin -ensis, « qui vit dans, qui habite », lui a été donné en référence au lieu de sa découverte, le Chili.

## Publication originale
- Silvestri, 1904 : « Descrizione di un nuovo genere di Opilionidi del Chile. » Redia, vol. 2, p. 254–256 (texte intégral).